# Quirites

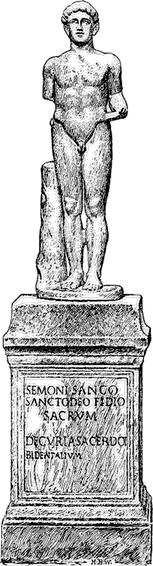
Sancus, vars kult har ansetts blivit införd till Rom genom de sabiner vilka bosatte sig på Quirinalen.

Quirites kan ha varit benämningen på sabinska bosättare på Quirinalen i Rom. 
Singularformen för quirites är "quiris", som betyder spjut. Den officiella benämningen i historisk tid för romare var Populus Romanus Quiritium, "det kviritisk-romerska folket".
Under tidig romersk rätt var "Quiritium" benämningen för romare med avseende på deras civilrättsliga kapacitet, medan benämningen "Romanus" åsyftade deras politiska och militära kapacitet. Jus Quiritium i romersk rätt åsyftade romarnas fulla rättigheter.